# 瀧谷渉太
瀧谷 渉太（たきや しょうた、79年4月15日 - ）は、日本の男性キックボクサー。愛知県新城市出身。KSS健生館所属。元Krush -55kg王者。
漫画『ドラゴンボール』の孫悟空を目指していると公言し、入場曲もアニメ『ドラゴンボールZ』の『CHA-LA HEAD-CHA-LA』を使用している。
ミルコ・クロコップを尊敬している。

## 来歴
2006年11月12日、第16回西日本新空手道交流大会 in 京都のK-2トーナメント軽量級で準優勝。
2007年5月3日、「K-2 GRAND PRIX 第18回全日本新空手道選手権大会」軽量級（60kg以下）に出場。準決勝で嶋田翔太、決勝で小山泰明に左ハイキックで一本勝ち、18歳での優勝を果たした。
2007年7月29日、18歳で全日本キックボクシング連盟興行でプロデビューし、ケンゴと対戦。左膝蹴りでKO勝ち。プロデビュー戦を勝利で飾った。
2008年1月4日、全日本キックボクシング連盟興行で菊地慧と対戦し、右前蹴りでKO勝ち。デビュー後4連続KOを飾り、バンタム級4位にランキングされた。
2008年1月12日、全日本キックボクシング連盟2007年度年間表彰式が開催され、卜部弘嵩と共に新鋭賞を受賞した。
2008年4月9日、K-1デビューとなったK-1 WORLD MAX 2008 FINAL16のオープニングファイトでヴィッタリー・リスニアクと対戦し、判定勝ち。
2008年11月8日に行われたK-1ルールの全日本キックボクシング連盟興行「Krush!」に出場予定であったが、欠場となった。
2009年1月4日、全日本キックボクシング連盟の第24代全日本バンタム級王座決定トーナメントに出場。決勝で寺戸伸近に判定負けし、王座獲得を逃すとともに、プロキャリア初黒星となった。
2009年8月10日、K-1甲子園2009 FINAL16のスーパーファイトで木谷典史と対戦し、1RKO勝ち。
2009年9月22日、Krush.4で「Krush VS RISE」として二戸伸也と対戦し、判定負け。
2009年12月9日、Survivor 〜Round.2〜でKENJIと対戦し、判定勝ち。
2010年3月13日、Krush×Survivorで日下部竜也と対戦し、判定負け。
2010年6月12日、Krush-EX 〜Next Generation Fight 2010 vol.2〜でTAROと対戦し、左ストレートでKO勝ちを収めた。
2010年9月20日、Krush.10で水原浩章と対戦し、2-1の判定勝ちを収めた。
2010年12月12日、Krush-55kg初代王座決定トーナメント～Round.1～で匠と対戦し、上段前蹴りにより2RKO勝ちを収めた。
2011年4月30日、Krush-55kg初代王座決定トーナメント ～Triple Final Round～にて準決勝でKENJIに判定勝ち、決勝で日下部竜也から上段前蹴りにより3RKO勝ちを収め、Krush－55kg初代王座を獲得した。

## 戦績
| キックボクシング 戦績 | キックボクシング 戦績 | キックボクシング 戦績 | キックボクシング 戦績 | キックボクシング 戦績 | キックボクシング 戦績 | キックボクシング 戦績 |
| --------------------- | --------------------- | --------------------- | --------------------- | --------------------- | --------------------- | --------------------- |
| 28 試合               | (T)KO                 | 判定                  | その他                | 引き分け              | 無効試合              |                       |
| 22 勝                 | 13                    | 9                     | 0                     | 0                     | 0                     |                       |
| 6 敗                  | 0                     | 6                     | 0                     | 0                     | 0                     |                       |

| 勝敗 | 対戦相手                 | 試合結果                                        | 大会名 | 開催年月日     |
| ×    | 将大                     | 3R終了 判定1-2                                  | Krush-IGNITION 2013 vol.5                                                                                       | 2013年7月13日  |
| ×    | マイク・アラモス         | 3R終了 判定0-2                                  | Krush Grand Prix 2013 ～-67kg級初代王座決定トーナメント～                                                       | 2013年1月14日  |
| ○    | 匠                       | 3R終了 判定3-0                                  | Krush.22 ～in NAGOYA～ 【Krush -55kg級タイトルマッチ】                                                          | 2012年8月26日  |
| ○    | リース・クルーク         | 3R 2:22 KO（左フック）                          | Krush.18 | 2012年5月3日   |
| ○    | 寺戸伸近                 | 1R 1:11 KO（3ノックダウン：飛び膝）             | Krush.15 【Krush -55kg級タイトルマッチ】                                                                        | 2012年1月9日   |
| ○    | ダミアン・トライナー     | 3R 0:53 KO（左膝蹴り）                          | Krush.13 | 2011年11月12日 |
| ○    | KO-ICHI                  | 1R 1:22 KO（パンチ連打）                        | Krush.11 | 2011年8月14日  |
| ○    | 日下部竜也               | 3R 2:14 KO（上段前蹴り）                        | Krush初代王座決定トーナメント ～Triple Final Round～ 【Krush－55kg初代王座決定トーナメント決勝】                | 2011年4月30日  |
| ○    | KENJI                    | 3R+延長R終了 判定3-0                            | Krush初代王座決定トーナメント ～Triple Final Round～ 【Krush－55kg初代王座決定トーナメント準決勝】              | 2011年4月30日  |
| ○    | 匠                       | 2R 2:16 KO（上段前蹴り）                        | Krush初代王座決定トーナメント～Round.1～ 【Krush－55kg初代王座決定トーナメント1回戦】                           | 2010年12月12日 |
| ○    | 水原浩章                 | 3R+延長R終了 判定2-1                            | Krush.10 | 2010年9月20日  |
| ○    | TARO                     | 2R 0:23 KO（左ストレート）                      | Krush-EX 〜Next Generation Fight 2010 vol.2〜                                                                   | 2010年6月12日  |
| ×    | 日下部竜也               | 3R終了 判定0-2                                  | Krush×Survivor                                                                                                  | 2010年3月13日  |
| ○    | 那須儀治                 | 2R 2:28 KO（3ノックダウン：パンチ連打）         | Krush.5 | 2010年1月4日   |
| ○    | KENJI                    | 3R終了 判定2-0                                  | Survivor 〜Round.2〜                                                                                            | 2009年12月9日  |
| ×    | 二戸伸也                 | 3R終了 判定0-2                                  | Krush.4 | 2009年9月22日  |
| ○    | 木谷典史                 | 1R 3:00 TKO（レフェリーストップ：左ストレート） | K-1甲子園 〜FINAL 16 【スーパーファイト K-1 YOUTHルール】                                                       | 2009年8月10日  |
| ×    | 卜部功也                 | 3R終了 判定0-3                                  | 全日本キックボクシング連盟「Krush.3」                                                                           | 2009年5月17日  |
| ○    | 一戸総太                 | 3R+延長R終了 判定3-0                            | 全日本キックボクシング連盟「CROSSOVER-2」                                                                       | 2009年4月18日  |
| ×    | 寺戸伸近                 | 5R終了 判定0-3                                  | 全日本キックボクシング連盟「New Year Kick Festival 2009」 【第24代全日本バンタム級王座決定トーナメント 決勝】   | 2009年1月4日   |
| ○    | 割澤誠                   | 3R終了 判定3-0                                  | 全日本キックボクシング連盟「New Year Kick Festival 2009」 【第24代全日本バンタム級王座決定トーナメント 準決勝】 | 2009年1月4日   |
| ○    | 江幡塁                   | 3R終了 判定3-0                                  | K-1甲子園 KING OF UNDER 18 〜FINAL16〜 【K-1 WORLD YOUTH スペシャルマッチ】                                     | 2008年8月29日  |
| ○    | 水原浩章                 | 3R終了 判定3-0                                  | 全日本キックボクシング連盟「Reverse×Rebirth」                                                                   | 2008年7月26日  |
| ○    | ヴィッタリー・リスニアク | 3R終了 判定2-1                                  | K-1 WORLD MAX 2008 World Championship Tournament FINAL16 【オープニングファイト】                               | 2008年4月9日   |
| ○    | 菊地慧                   | 2R 1:46 KO（3ノックダウン：右前蹴り）           | 全日本キックボクシング連盟「New Year Kick Festival 2008」                                                       | 2008年1月4日   |
| ○    | 原岡武志                 | 1R 2:49 KO（3ノックダウン：右フック）           | 全日本キックボクシング連盟「浪漫」 Kickboxer of the best 60 Tournament 〜決勝戦〜 【オープニングファイト】      | 2007年10月25日 |
| ○    | 寺内直人                 | 2R 2:45 KO（左跳び膝蹴り）                      | 全日本キックボクシング連盟「Road to 70's」                                                                      | 2007年9月29日  |
| ○    | ケンゴ                   | 1R 2:12 KO（左膝蹴り）                          | 全日本キックボクシング連盟「Super Fight 2007」                                                                  | 2007年7月29日  |

## 獲得タイトル
- 第18回全日本新空手道選手権大会 K-2グランプリ 軽量級 優勝
- 初代Krush－55kg王座
- 第2代Krush－55kg王座

## 表彰
- 全日本キックボクシング連盟 新鋭賞（2008年）